# Маркетт (Айова)
Маркетт (англ. Marquette) — місто (англ. city) в США, в окрузі Клейтон штату Айова. Населення — 429 осіб (2020).

## Географія
Маркетт розташований за координатами 43°2′38″ пн. ш. 91°11′21″ зх. д. / 43.04389° пн. ш. 91.18917° зх. д. (43.043860, -91.189107).  За даними Бюро перепису населення США в 2010 році місто мало площу 4,67 км², з яких 4,50 км² — суходіл та 0,17 км² — водойми.

## Демографія
Згідно з переписом 2010 року, у місті мешкало 375 осіб у 182 домогосподарствах у складі 104 родин. Густота населення становила 80 осіб/км².  Було 216 помешкань (46/км²).
Расовий склад населення:
| - 98,7 % — білих - 0,8 % — корінних американців - 0,3 % — азіатів |

До двох чи більше рас належало 0,3 %. Частка іспаномовних становила 0,5 % від усіх жителів.
За віковим діапазоном населення розподілялося таким чином: 19,2 % — особи молодші 18 років, 60,0 % — особи у віці 18—64 років, 20,8 % — особи у віці 65 років та старші. Медіана віку мешканця становила 46,6 року. На 100 осіб жіночої статі у місті припадало 99,5 чоловіків;  на 100 жінок у віці від 18 років та старших — 100,7 чоловіків також старших 18 років.
Середній дохід на одне домашнє господарство  становив 42 550 доларів США (медіана — 34 808), а середній дохід на одну сім'ю — 55 041 долар (медіана — 43 750). Медіана доходів становила 39 306 доларів для чоловіків та 26 538 доларів для жінок. За межею бідності перебувало 17,0 % осіб, у тому числі 20,0 % дітей у віці до 18 років та 2,4 % осіб у віці 65 років та старших.
Цивільне працевлаштоване населення становило 215 осіб. Основні галузі зайнятості: виробництво — 25,1 %, мистецтво, розваги та відпочинок — 21,4 %, роздрібна торгівля — 13,0 %, освіта, охорона здоров'я та соціальна допомога — 9,8 %.